# Eudonia jucunda
Eudonia jucunda là một loài bướm đêm trong họ Crambidae.